# 努克
努克（發音：[nuːk] ⓘ），格陵蘭自治领地的最大城市，1979年格陵蘭實行自治後，成為格陵兰的首府，同时也是塞梅索克市镇的行政中心。
该市名稱在格陵蘭語（因纽特语的一种）中為“岬角”之意。丹麥语等北欧语言稱之為戈特霍布（丹麥語：Godthåb），意為“美好的希望”，與“好望角”的名稱由來相似，在丹麥出版的地圖上即標記為“戈特霍布”的名稱。

## 歷史
據考古學家的研究，努克是古因纽特人的薩喀克文明影響的地區，公元前2000年即有因纽特人土著居民居住。公元10世紀維京人入侵該地。16世紀，来自北欧的諾爾斯人在格陵兰岛东岸定居，但其与因纽特人之間幾無交流。據16世紀以來的人口流入及氣候變遷的記載，諾爾斯人移民在該地逐漸減少以至消失。
1721年，挪威路德派傳教士漢斯·埃格德建立起這座城市，並命名為“戈特霍布”。埃格德藉由薩迦傳說的魅力，從丹麥與挪威的聯合國王弗雷德里克四世處獲得在格陵蘭傳教與殖民的許可。當時格陵蘭是丹麥-挪威聯合下的挪威直轄殖民地，與北歐的本土隔絕已久，先期抵達島上的丹麥人居住地已經破敗，於是埃格德覓得一處因紐特人部落。埃格德以該因紐特人部落為基礎至1724年的3年間，建立起今日努克市鎮的雛形，並用丹麦语命名為 Godthåb 。1733年由欧洲人传入的天花流行，導致本地因紐特人人口銳減。
1979年，戈特霍布更名為努克。今日的努克是一個因紐特人土著居民與丹麥移民共存的都市，格陵蘭人口的約25%居住於此。

### 名人
- 阿格奈泰·戴维森（英语：Agnethe Davidsen），格陵兰历史上首位女部长
- 耶斯佩·格伦夏尔，职业足球运动员

## 人口与宗教
努克是格陵兰18个行政区中人口最多的一个，岛上四分之一以上的人口定居于此。据2009年1月的统计数据，努克计有人口15,438人，其中男性8,162人，女性7,276人。
大部分人口信奉基督新教路德宗，还有部分人口信奉天主教和新教的其他派别。

## 地理

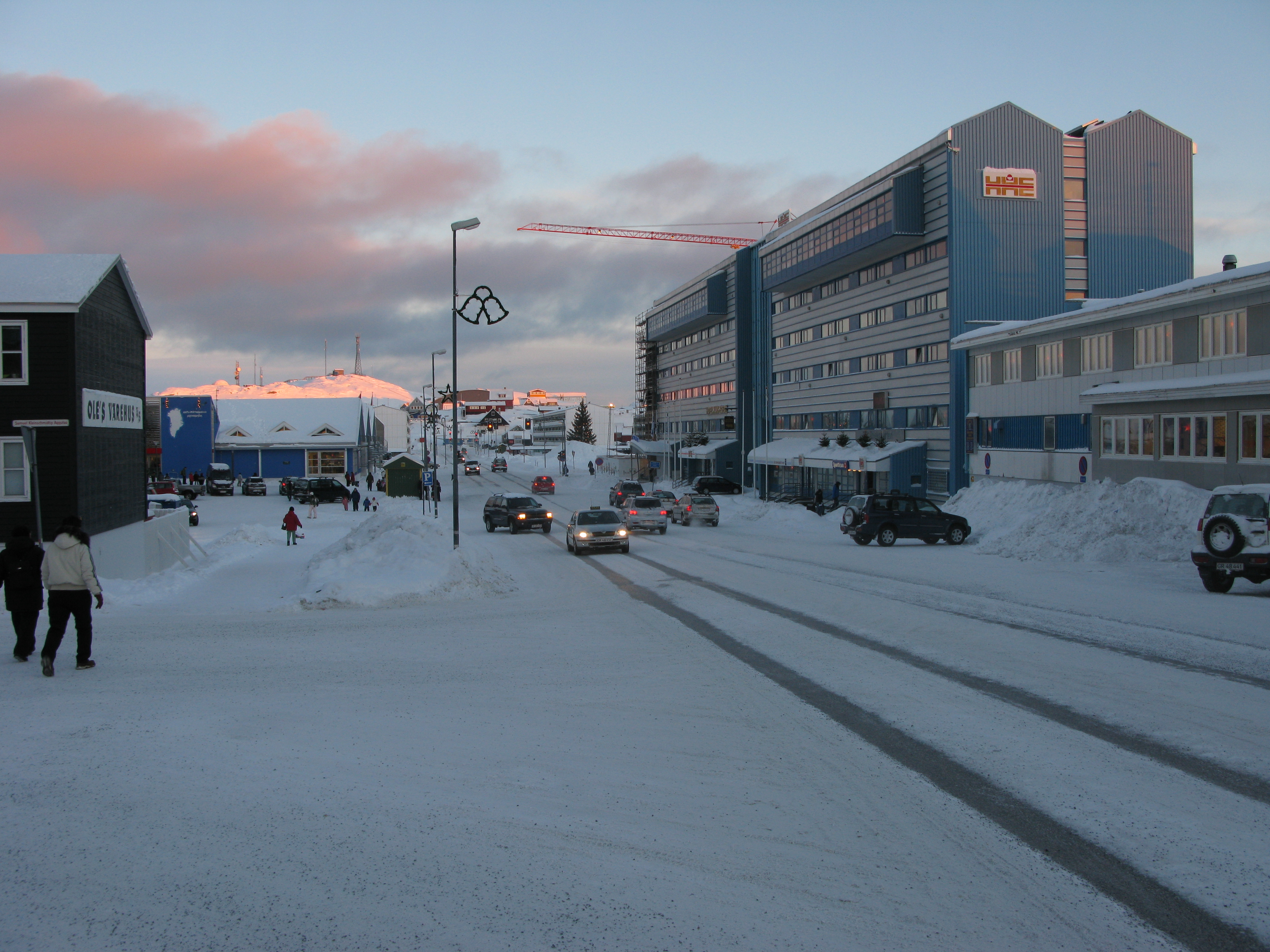
冬天的努克市區

努克位於格陵蘭西岸戈特霍布峡湾口，約在北極圈以南240公里，北緯64°10′，西經51°43′，面積約105,000 km²。
此外由于努克有暖流流经，海水终年不冻，适宜捕鱼。

## 气候
努克为寒带苔原气候，冬季寒冷漫长，夏季凉爽短暂。气候数据见下表。
| 努克              | 努克         | 努克         | 努克         | 努克        | 努克        | 努克       | 努克        | 努克       | 努克       | 努克        | 努克        | 努克        | 努克          |
| 月份              | 1月          | 2月          | 3月          | 4月         | 5月         | 6月        | 7月         | 8月        | 9月        | 10月        | 11月        | 12月        | 全年          |
| ----------------- | ------------ | ------------ | ------------ | ----------- | ----------- | ---------- | ----------- | ---------- | ---------- | ----------- | ----------- | ----------- | ------------- |
| 平均高温 °C（°F） | −4.4 (24.1)  | −4.5 (23.9)  | −4.8 (23.4)  | −0.8 (30.6) | 3.5 (38.3)  | 7.7 (45.9) | 10.6 (51.1) | 9.9 (49.8) | 6.3 (43.3) | 1.7 (35.1)  | −1.0 (30.2) | −3.3 (26.1) | 1.74 (35.13)  |
| 平均低温 °C（°F） | −10.1 (13.8) | −10.6 (12.9) | −10.6 (12.9) | −6.1 (21.0) | −1.5 (29.3) | 1.3 (34.3) | 3.8 (38.8)  | 3.8 (38.8) | 1.6 (34.9) | −2.5 (27.5) | −5.8 (21.6) | −8.7 (16.3) | −3.89 (25.00) |
| 平均降水量 mm（） | 39 (1.5)     | 47 (1.9)     | 50 (2.0)     | 46 (1.8)    | 55 (2.2)    | 62 (2.4)   | 82 (3.2)    | 89 (3.5)   | 88 (3.5)   | 70 (2.8)    | 74 (2.9)    | 54 (2.1)    | 756 (29.8)    |
| 来源：            |              |              |              |             |             |            |             |            |            |             |             |             |               |

## 经济
努克的经济以渔业为主，1960年代，鱈魚業相當發達，現已沒落，目前主要出产螃蟹和大比目鱼。欧洲最大的水产公司——皇家格陵兰水产公司的总部即设在这里。
当地以丹麦克朗为主要流通货币。

## 交通
海运方面，努克是北极Umiaq航线上的一座重要的港口。
航空方面，努克机场位于市中心东北4公里，是格陵兰航空的重点机场，提供前往格陵兰全国各地以及丹麦首都哥本哈根的航线。

## 教育
格陵兰大学设在努克，是格陵兰全国唯一的高等学府。

## 友好城市
- 丹麦 奥尔堡
- 挪威 阿希姆
- 美国 乌特恰维克
- 中国 长春
- 希腊 库克斯港
- 瑞典 胡丁厄
- 格陵兰 斯科斯比松
- 丹麦 靈比-措拜克市鎮
- 加拿大 Pangnirtung (努纳武特地区)
- 冰島 赛季斯菲尔泽
- 土耳其 阿马西亚
- 印度尼西亞 索龙

## 图集

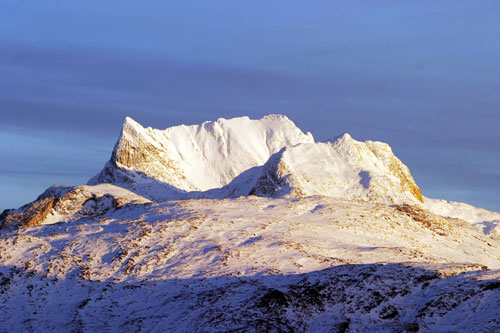
Sermitsiaq（英语：Sermitsiaq (Berg)）山峰景观
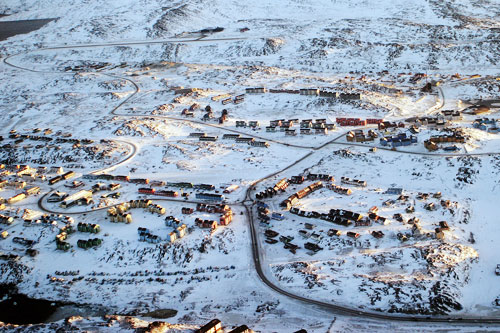
鸟瞰图
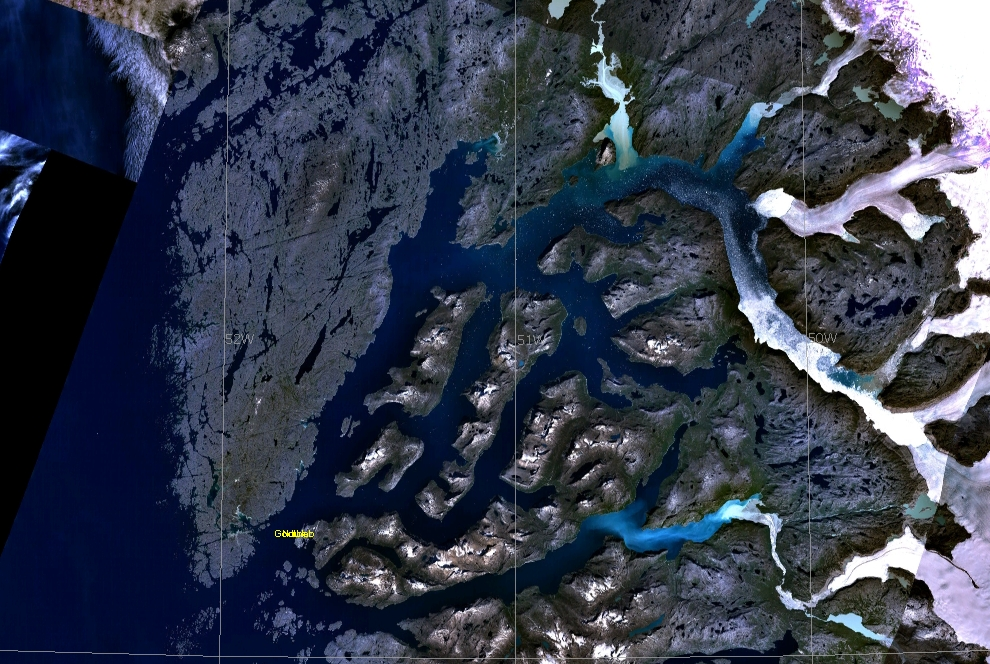
峡湾景观